# Zhengzhou
Zhengzhou ou Chengchow é a capital e maior cidade da província de Honã, na parte central da República Popular da China. É uma das cidades centrais nacionais chinesas, o centro da área de planícies centrais e serve como o centro político, econômico, tecnológico e educacional da província, além de ser um importante centro logístico da China. A área metropolitana de Zhengzhou (incluindo Zhengzhou e Kaifeng) é a área central da Zona Econômica das Planícies Centrais.
Zhengzhou é uma cidade histórica e cultural, uma das oito capitais antigas e um dos locais de nascimento da civilização chinesa e o local de nascimento do Imperador Amarelo. Historicamente, Zhengzhou foi a capital chinesa por mil anos por cinco vezes. Atualmente, existem dois locais de Patrimônio Cultural da Humanidade em Zhengzhou. A Bolsa de Mercadorias de Zhengzhou (ZCE) é a primeira bolsa de futuros da China e a Zona Econômica de Aeroporto de Zhengzhou é a primeira Zona Econômica de Aeroportos do país.
A cidade fica na margem sul do rio Amarelo e é uma das Oito Grandes Capitais Antigas da China tem uma população de 10.120.000 habitantes e um PIB de 1.014 bilhões (RMB) em 2018. A cidade é uma das principais áreas urbanas da região de Honã. A Grande Zhengzhou foi nomeada como uma das 13 megacidades emergentes na China em um relatório de julho de 2012 da The Economist.